# Kharelthok
Kharelthok (en népalais : खरेलथोक) est un comité de développement villageois du Népal situé dans le district de Kavrepalanchok. Au recensement de 2011, il comptait 2 389 habitants.

## Personnalités liées
- Geeta Tripathee, née en 1972 à Kharelthok, poétesse, essayiste et parolière népalaise.